# Jurmala G. P.
El Jurmala G. P. fue una carrera ciclista profesional que se disputaba en Letonia, en el mes de junio.
El recorrido constaba de 14 vueltas a un circuito en la ciudad de Jūrmala. Se comenzó a disputar en 2011 formando parte del UCI Europe Tour, dentro de la categoría 1.2 (última categoría del profesionalismo), siendo su primer ganador el veterano corredor estonio Jaan Kirsipuu, ganando la carrera con 41 años.
En 2013 ascendió a la categoría 1.1 y se disputó un día después del Riga-Jurmala Grand Prix.

## Palmarés
| Año  | Ganador           | Segundo            | Tercero       |
| ---- | ----------------- | ------------------ | ------------- |
| 2011 | Jaan Kirsipuu     | Ioannis Tamouridis | Andžs Flaksis |
| 2012 | Rafael Andriato   | Leonid Krasnov     | Emīls Liepiņš |
| 2013 | Francesco Chicchi | Rafael Andriato    | Rico Rogers   |

## Palmarés por países
| País    | Victorias |
| ------- | --------- |
| Estonia | 1         |
| Brasil  | 1         |
| Italia  | 1         |